# Thônex
Thônex är en ort och kommun i kantonen Genève, Schweiz. Kommunen har 16 690 invånare (2023). Den gränsar till den franska staden Ambilly.